# Gregor von Fürstenberg

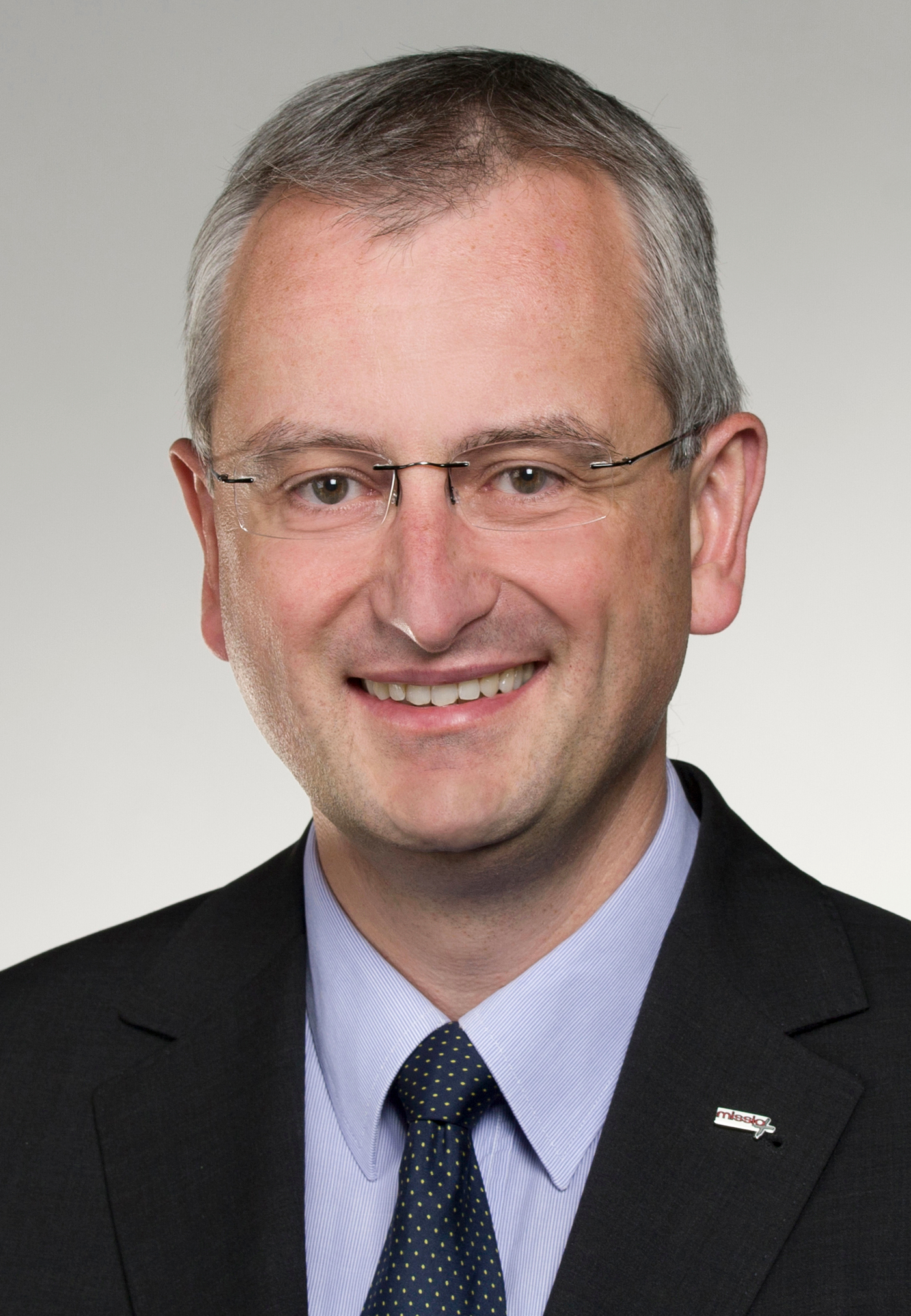
Gregor von Fürstenberg (2008)

Gregor von Fürstenberg (* 2. November 1965 in Münster) ist ein deutscher, römisch-katholischer Theologe. Er ist Vizepräsident und Mitglied des Vorstands von missio in Aachen. Er ist verheiratet und hat fünf Kinder.

## Leben
Fürstenberg entstammt dem westfälischen Adelsgeschlecht der  Freiherren von Fürstenberg. Von Fürstenberg studierte von 1987 bis 1995 Theologie, Philosophie, Betriebswirtschaft und Soziologie in Innsbruck, Tübingen und Münster. 1993 legte er ein Diplom in Katholischer Theologie ab und promovierte 1995 in Soziologie. 2001 verlieh ihm die Akademie für Führungskräfte der Wirtschaft der Cognos AG in Bad Harzburg ein Diplom in Betriebswirtschaft.
Von 1992 bis 1994 war von Fürstenberg BDKJ-Diözesanvorsitzender im Bistum Münster. Anschließend arbeitete er für das Bistum Essen, wo er von 1995 bis 1998 als Diözesanreferent das Internationale Katholische Missionswerk missio e.V. unterstützte. Seit 1999 ist er im Dienst beim katholischen Missionswerk missio in Aachen und seit 2004 Vizepräsident des Hilfswerkes. Besondere Verantwortung hat er für die Bereiche Fundraising, Organisation, Personal und Finanzen übernommen. Am 28. November 2023 wurde er vom Verwaltungsrat für eine fünfte Amtszeit bestellt.
Von Fürstenberg ist seit 2000 Mitglied im Zentralkomitee der deutschen Katholiken (ZdK). Zudem ist er Vorstandsmitglied des Missionswissenschaftlichen Instituts Missio e.V., Vorstandsmitglied der Stiftung pARTner weltweit, Geschäftsführer des kontinente-Missionsverlages, Stiftungsratsvorsitzender der Georges-Anawati-Stiftung sowie Vorstandsmitglied der Stiftung pro missio und von Agora – Stiftung für interkulturellen Dialog und Religion.
Neben seinem Amt als Vizepräsident des Internationalen Katholischen Missionswerks missio e.V. in Aachen dozierte von Fürstenberg mehrere Jahre an der Katholischen Fachhochschule in Aachen im Fach Soziologie. Er ist Autor von Fachbüchern und -artikeln im pädagogischen und theologischen Bereich.

## Veröffentlichungen
- Religion und Politik. Die Religionssoziologie Antonio Gramscis und ihre Rezeption in Lateinamerika. Matthias-Grünewald-Verlag, Mainz 1997.
- Neue Märtyrer – Lobbyarbeit für verfolgte Christen. In: Herder Korrespondenz, Heft 6/2011, S. 281 ff.
- „Was ihr dem Geringsten getan habt, das habt ihr mir getan“ – Spendensammeln zwischen Kindertränen und nachhaltiger Entwicklung. In: Pastoralblatt für die Diözesen Aachen, Berlin, Essen, Hildesheim, Köln und Osnabrück, Heft 10/2013.
- Zustand permanenter Evangelisierung – Die Missionstheologie von Papst Franziskus. In: Herder Korrespondenz, Heft 11/2015, S. 30 ff.
- „Ich nenne euch nicht mehr Sklaven“ – Der missio-Afrikatag. In: Anzeiger für die Seelsorge, Heft 1/2017, S. 28 ff.